# Nora Stanton Barney
Nora Stanton Barney (rozená Blatch; 30. září 1883 Basingstoke – 18. ledna 1971 Greenwich) byla americká stavební inženýrka anglického původu a sufražetka. Byla jednou z prvních žen, které ve Spojených státech získaly titul inženýr. Byla vnučkou Elizabeth Cady Stanton.

## Životopis
Narodila se jako Nora Stanton Blatch v Basingstoku v anglickém hrabství Hampshire v roce 1883 Williamu Blatchovi a Harriot Eaton Stanton, dceři Elizabeth Cady Stanton. Od roku 1897 studovala latinu a matematiku na škole Horace Mann School v New Yorku, v létě se vracela do Anglie. V roce 1902 se rodina přestěhovala do Spojených států. Nora navštěvovala Cornellovu univerzitu, kterou absolvovala v roce 1905 s titulem ze stavebního inženýrství. Byla první ženou, která na Cornellově univerzitě tento obor vystudovala a v témže roce byla jako první žena přijata (pouze jako mladší členka) do Americké společnosti stavebních inženýrů (ASCE). V letech 1905–1906 začala pracovat také pro Radu pro zásobování vodou města New York a pro společnost American Bridge Company.
Po vzoru své matky a babičky se Nora aktivně zapojila do sílícího hnutí za volební právo žen. V roce 1916 jí bylo v Americké společnosti stavebních inženýrů odepřeno, aby se stala řádnou členkou, pouze kvůli jejímu pohlaví. Ženám v té době bylo umožněno stát se pouze mladší členkou, proto téhož roku společnost zažalovala za to, že ji odmítla přijmout za řádnou členku, přestože splňovala všechny požadavky. Spor prohrála a po desetiletí se žádná žena nestala řádnou členkou ASCE. Tato křivda jí byla odčiněna až v roce 2015, kdy byla posmrtně povýšena do stavu řádné členky ASCE.
V roce 1908 se provdala za vynálezce Lee de Foresta a pomáhala mu řídit některé společnosti, které založil na podporu svého vynálezu a nové technologie bezdrátového vysílání (rádia). Svatební cestu strávili v Evropě, kde prodávali rádiová zařízení vyvinutá de Forestem. Již o rok později se však manželé rozešli, zejména kvůli de Forestovu naléhání, aby Nora opustila svou profesi a stala se běžnou ženou v domácnosti. Krátce poté, v červnu 1909, se Noře narodila dcera Harriet. V roce 1909 začala pracovat jako inženýrka pro společnost Radley Steel Construction Company. V roce 1912 se s de Forestem rozvedla a po rozvodu pokračovala ve své inženýrské kariéře. Pracovala pro Newyorskou komisi pro veřejné služby.
V roce 1919 se provdala za Morgana Barneyho, námořního architekta. Jejich dcera Rhoda Barney Jenkins (1920–2007), byla architektkou a sociální aktivistkou.
Nora se nadále zasazovala o rovnoprávnost žen a světový mír a v roce 1944 napsala knihu World Peace Through a People's Parliament (v překladu: Světový mír prostřednictvím lidového parlamentu). Pracovala jako developerka a politická aktivistka, až do své smrti 18. ledna 1971 v Greenwichi v Connecticutu. Je pohřbena na hřbitově Woodlawn Cemetery and Conservancy v Bronxu v New Yorku. 

## Publikace
- World Peace Through a Peoples Parliament: A Second House in World Government, vydáno vlastním nákladem, 1944
- Women as Human Beings, Greenwich, Connecticut, vydáno vlastním nákladem, 1946
- Life Sketch of Elisabeth Cady Staton, vydáno vlastním nákladem, 1948